# Warren Publishing
Warren Publishing foi uma editora  de histórias em quadrinhos americana criada em 1957 por James Warren, seus principais títulos foram as revistas no "formato magazine":  After Hours, Creepy, Eerie, Famous Monsters of Filmland, Help!, e Vampirella. O formato magazine já havia sido usado pela EC Comics, a fim de evitar censura do Comics Code Authority), a editora teve em seu quadro vários artistas que trabalharam em revistas de terror da EC antes da criação do código. No Brasil, as histórias publicadas nas revistas Eerie e Creepy foram publicadas na revista Kripta da Rio Gráfica Editora.